# Archidiocèse de Munich et Freising

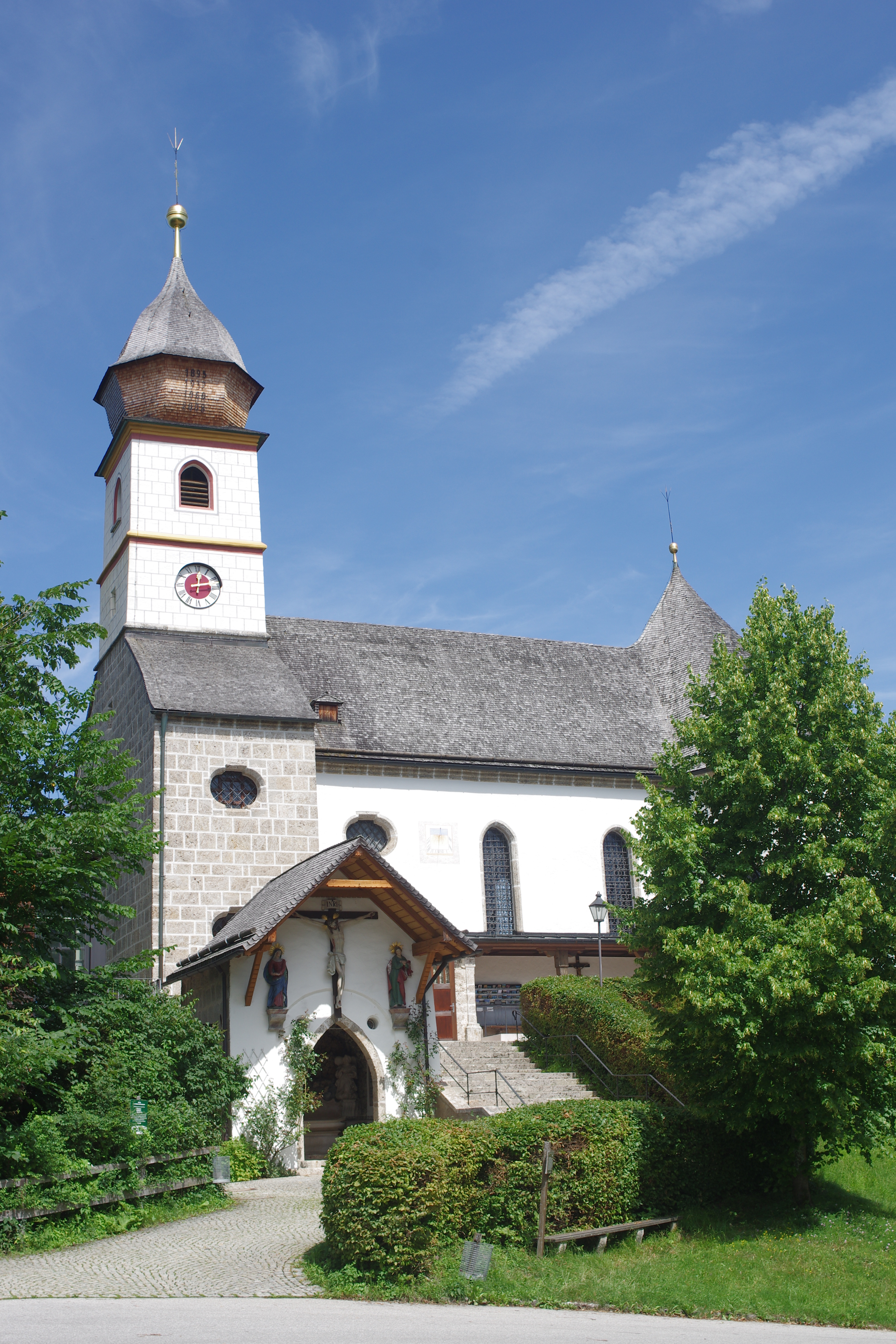
L'abbaye Maria Eck des Frères mineurs conventuels, à Siegsdorf.

L'archidiocèse de Munich et Freising (en latin : archidioecesis Monacensis et Frisingensis ; en allemand : Erzbistum München und Freising ; en bavarois : Erzbistum Minga und Freising) est une église particulière de l'Église catholique en Allemagne.
Érigé en 1818, il a succédé au diocèse de Freising, un diocèse historique de Bavière. Son siège est la cathédrale Notre-Dame de Munich. L'archevêque actuel est Reinhard Marx, après la démission en février 2008 pour raison d'âge du cardinal Friedrich Wetter, qui  conserve le titre d'archevêque émérite de Munich et Freising.

## Histoire
Par la bulle Dei ac Domini Nostri du 1er avril 1818, le pape Pie VII érige l'archidiocèse de Munich et Freising. Son premier archevêque, Lothar Anselm von Gebsattel, élu en février 1818, n'est consacré que le 15 août 1821.
Le 20 janvier 2022, le cabinet d’avocats Westpfahl Spilker Wastl remet son étude intitulée « Rapport sur les abus sexuels de mineurs et d’adultes vulnérables par des clercs, ainsi que par [d’autres] employés, dans l’archidiocèse de Munich et Freising de 1945 à 2019 ». Ce document met en avant quatre dossiers, y compris l'affaire Peter Hullermann, mal gérés par le futur pape Joseph Ratzinger. Ce rapport met aussi en cause les cardinaux Friedrich Wetter pour 21 cas et Reinhard Marx pour 2 cas.

## Co-cathédrales
La cathédrale de Freising (en allemand : Freisinger Dom), dédiée à la Nativité de Marie et aux saints Corbinien, Lantpert, Nonnosus et Sigismond, est l'ancienne église cathédrale du siège épiscopal de l'évêché de Freising, aujourd'hui co-cathédrale de l"archevêché de Munich et Freising. 
La cathédrale de Munich, dédiée à Marie, est l'autre co-cathédrale de l'archidiocèse, et qui en est son Siège.

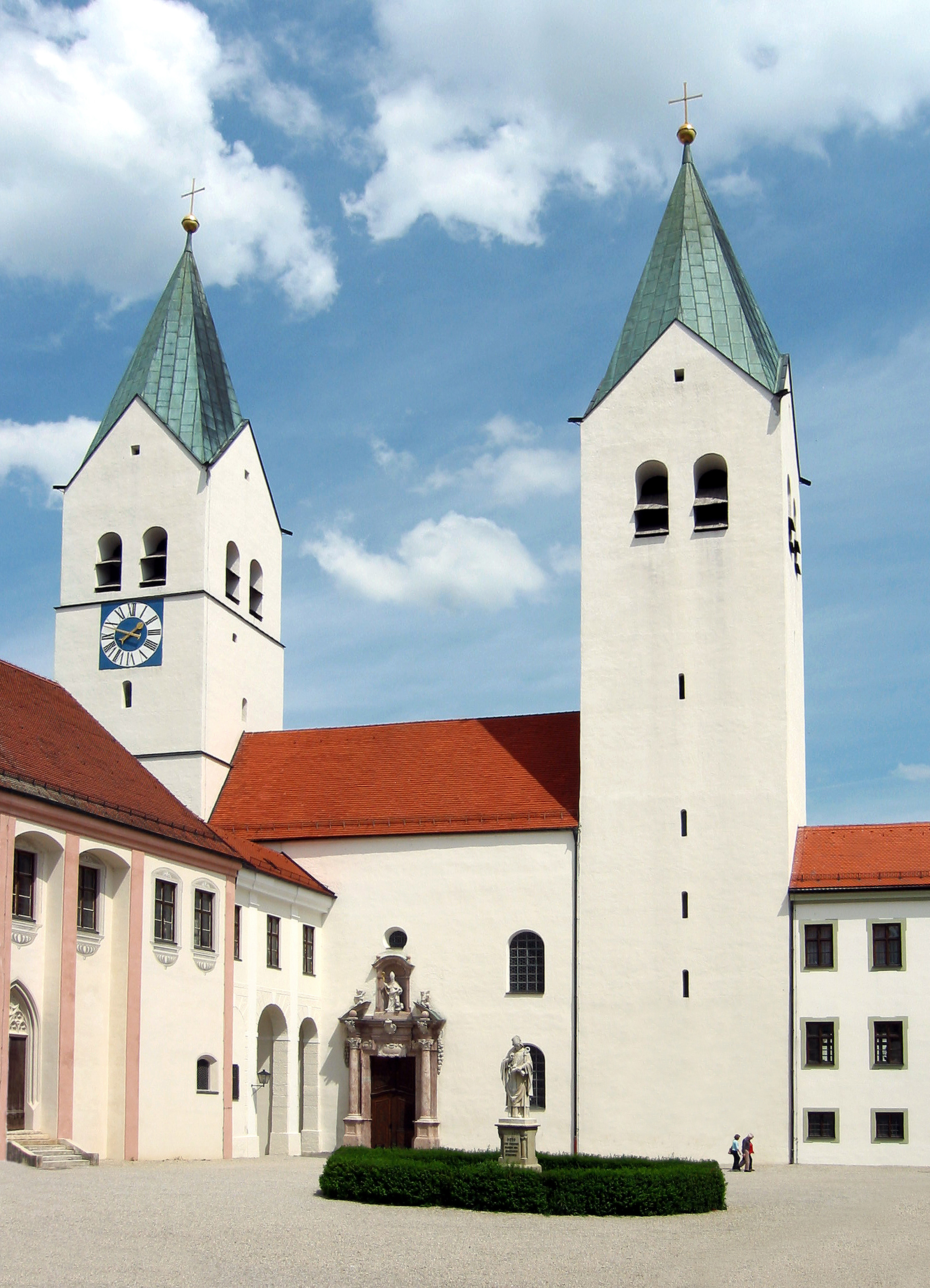
La cathédrale Sainte-Marie-et-Saint-Corbinien de Freising.
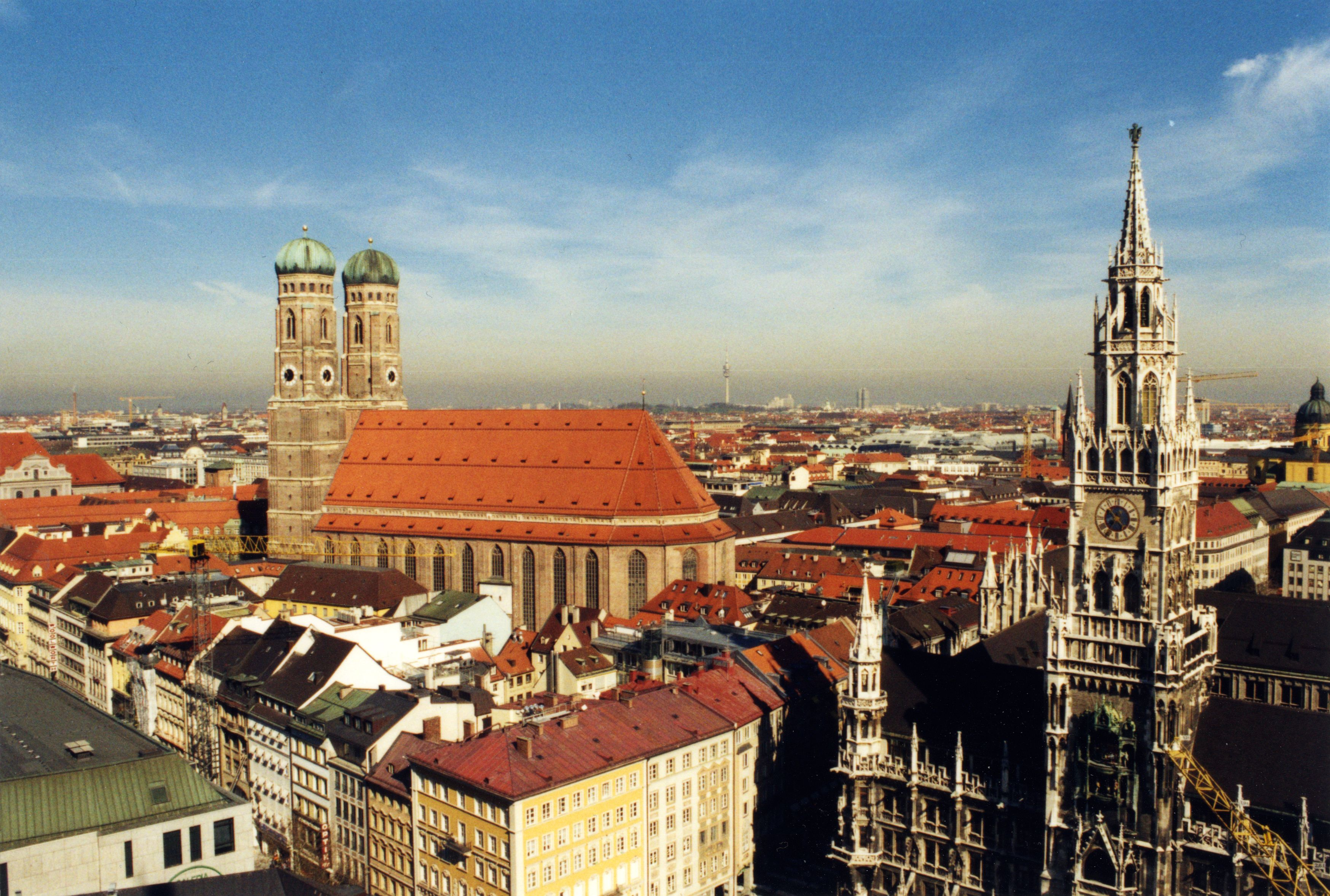
La cathédrale Notre-Dame : la Frauenkirche de Munich.

## Basiliques mineures
L'archidiocèse de Munich et Freising compte quatre basiliques mineures :
- la basilique de Tuntenhausen, dédiée à l'Assomption de Marie[4] ;
- la basilique de Scheyern, l'église abbatiale de l'abbaye de Scheyern, dédiée à l'Assomption de Marie et à la sainte Croix[5] ;
- la basilique de Landshut, dédiée à saint Martin et à saint Kastulus[6] ;
- la basilique d'Ettal, l'église abbatiale de l'abbaye d'Ettal, dédiée à l'Assomption de Marie[7].

## Jumelage
L'archidiocèse de Munich et Freising est jumelé avec le diocèse d'Évry-Corbeil-Essonnes, lieu de naissance de saint Corbinien, son saint patron.